# Nomia marginata
Nomia marginata är en biart som först beskrevs av Gregory B. Pauly 1990.  Nomia marginata ingår i släktet Nomia och familjen vägbin. Inga underarter finns listade i Catalogue of Life.